# Norfolkia
Norfolkia es un género de pez de la familia Tripterygiidae en el orden de los Perciformes.

## Especies
- Norfolkia brachylepis Schultz, 1960
- Norfolkia leeuwin Fricke, 1994
- Norfolkia squamiceps McCulloch & Waite, 1916
- Norfolkia thomasi Whitley, 1964